# جرار سحب

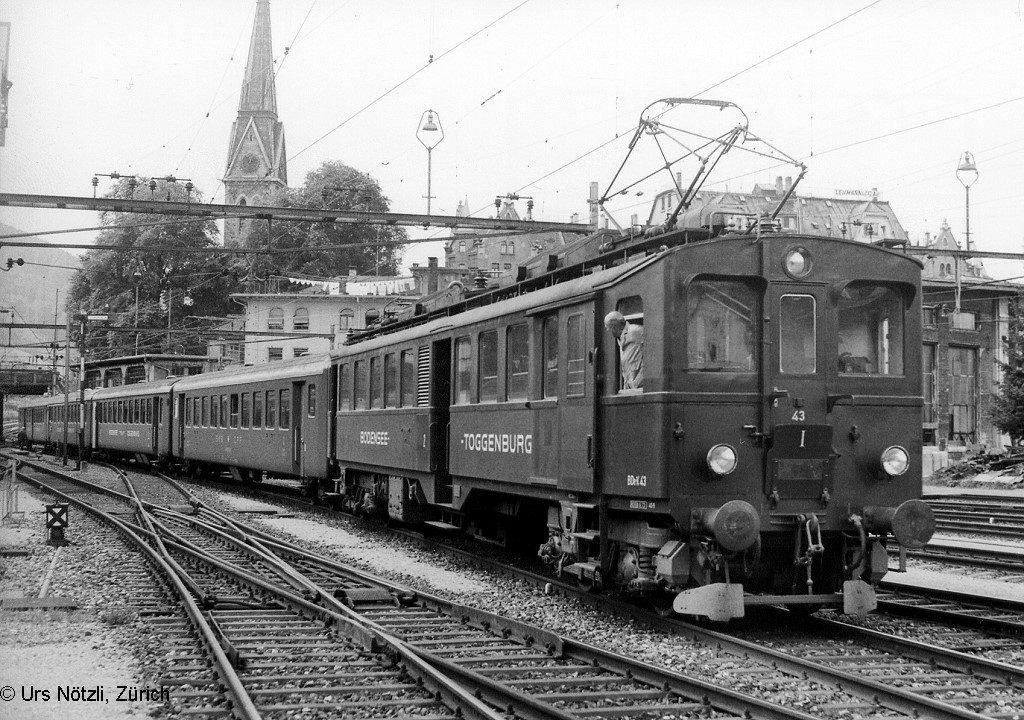

جرار السحب الكهربي أو العربة القائد {بالإنجليزية:Motor coach/motorcar} هي العربة الكهربية القادرة على سحب عدة مقطورات تحمل ركاب أو أمتعة في نفس الوقت.
يمكن لجرار السحب أن يحل محل القاطرة في قطارات الركاب أو البضائع المحلية. وكثيرا ما حدث ذلك في الماضي في خطوط السكك الحديدية الضيقة في القارة الأوروبية وخصوصا الضيقة أو ذات التوصيل الكهربي، إلا أن معظم هذه السكك الحديدية أغلقت الآن، ولا يزال هناك بضعة خطوط في سويسرا وإيطاليا و النمسا لا تزال تعمل بهذا النوع من جرارات السحب.